# Riópar
Riópar est une commune d'Espagne de la province d'Albacete dans la communauté autonome de Castille-La Manche.

## Géographie
Riópar se trouve à 118 km de la cité d'Albacete. La commune a un quartier historique, (Riópar Viejo, aujourd'jui l'Ancien Riopar) qui fut la ville médiévale (appelé Fábricas de San Juan de Alcaraz, Les Usines de Sant Jean d'Alcaraz), aujourd'hui restauré, placé à quelques kilomètres à l'ouest de l'actuel Riopar.
Cette municipalité comprend de nombreux lieux-dits : Casa de la Noguera, Cortijo del Cura, La Dehesa, El Gollizo, El Laminador, El Lugar Nuevo, El Noguerón, Umbría-Angulo, Arroyo Frío y El Villar.

## Histoire
L'ancien Riopar, était une ancienne colonie romaine, après que les musulmans l'ont envahi. En 1213, le village a été conquis par Alphonse VIII. C'était un projet de colonisation du XVIIIe siècle, dû à l'établissement des colonnes de l'exploitation minière et une usine royale qui ont été établies en ce lieu, au temps du roi Charles III.

## Démographie
Bien que Riópar ait connu le même déclin abrupt qui a débuté en 1940 dans tous les villages de montagne de la province d'Albacete, la population s'est stabilisée à un niveau supérieur à celui de 1980 et 1990.
| 1900  | 1910  | 1920  | 1930  | 1940  | 1950  | 1960  | 1970  | 1981  | 1991  | 2001  | 2008  | 2010  |  |
| ----- | ----- | ----- | ----- | ----- | ----- | ----- | ----- | ----- | ----- | ----- | ----- | ----- |  |
| 2.755 | 2.415 | 2.244 | 2.594 | 3.063 | 2.786 | 2.280 | 1.731 | 1.373 | 1.290 | 1.509 | 1.509 | 1.486 |  |

## Administration
| Période                                  | Période | Identité | Étiquette | Qualité |
| ---------------------------------------- | ------- | -------- | --------- | ------- |
|                                          |         |          |           |         |
| Les données manquantes sont à compléter. |         |          |           |         |

## Économie
Actuellement, la principale activité économique est le tourisme, une fois qu'elle a été la métallurgie, basée sur une extraction de l'étain locale pour obtenir du zinc et de cuivre pour les fonderies de laiton et de bronze dans la forge de El Laminador.
Cette industrie est née en 1772 quand, par autorisation du roi Charles III, à Juan Jorge Graubner ingénieur autrichien, propose la construction d'une usine pour la fabrication de laiton, connue comme le Real Fabrica de San Juan de Alcaraz. Pour son emplacement, on a choisi un endroit avec beaucoup de cours d'eau et de matières premières : l'eau, le bois et l'étain (extrait dans une mine proxime) ne cesseront pas. Cette fonderie a été la première manufacture espagnole et le deuxième en Europe en laiton et en bronze, après celle de Gossler en Allemagne qui, contrairement à cette de Riopar, n'a pas survécu.
Tout au long du XXe siècle la mine perd la rentabilité, les usines entrent en régression et après quelques efforts pour l'entretien par des entreprises privées, la mine est définitivement fermée en 1993. Aujourd'hui, la vieille tradition est maintenue grâce à la fabrication et la vente de ses fameux articles décoratifs, lampes en laiton et des meubles, aussi que des souvenirs touristiques.

## Culture
- Église de Notre-Dame des Douleurs, gothique à l'origine rurale (XVe siècle) et les ruines du château (XIIIe siècle), à l'intérieur duquel se trouve le vieux cimetière.
- Tout proche se trouve le "Chorros del Río Mundo, cascade du fleuve Mundo", naissance de la rivière du même nom, qui dans la saison des pluies est un spectacle de cascades d'eau et d'explosion de lumière, connue localement comme la « éruption ». La zone est intégrée dans le Parc naturel de la Rivière Mundo et des Cuvettes[2].